# Stylaster divergens
Stylaster divergens is een hydroïdpoliep uit de familie Stylasteridae. De poliep komt uit het geslacht Stylaster. Stylaster divergens werd in 1904 voor het eerst wetenschappelijk beschreven door Marenzeller. 